# 宁冈青冈
宁冈青冈（学名：Cyclobalanopsis ningangensis）为壳斗科青冈属下的一个种。